# Миронівський район (1965—2020)
Миронівський район — колишній район в Україні та Українській РСР у 1965—2020 роках із центром у місті Миронівка, що був розташований на території сучасної Миронівської громади Київської області.
Район було утворено у 1965 року у складі Київської області УРСР, а ліквідовано у 2020 році під час адміністративно-територіальної реформи в Україні. Це був третій період існування Миронівського району із центром у Миронівці. До того район вже утворювався у 1923—1931 та 1935—1962 роках.
У 1966 році територію району було поділено приблизно навпіл: одна частина залишилися у Миронівському районі, а з іншої було утворено Богуславський район. Після того межі району вже не змінювалися.
На 1 жовтня 2013 населення району становило 34 927 осіб, а територія району — 904 км².

## Передісторія
1648 року, під час національно-визвольної війни на території Миронівщини, разом із своїм військом перебував Богдан Хмельницький
1845 року Тарас Шевченко відвідав Миронівщину коли навчався в Петербурзькій академії мистецтв. Під час цієї подорожі багато писав віршів, малював портрети селян та краєвиди України. Жив у селі Потоки у панському маєтку та відвідав села Росава та Карапиші.
1858 рік — заснований цукровий завод в період падіння кріпосного права та інтенсивного розвитку цукроваріння в Україні. Завод належав удільному відомству і орендувався «Товариством Романівських цукрових заводів».
1876 рік — побудовано залізничну станцію біля села Миронівка, чим була започаткована сучасна залізнична станція Миронівка.
1898—1902 рр. — у селі Потоки вчителював відомий український письменник Степан Васильченко (Панасенко).

## Історія

### Перший Миронівський район
Уперше Миронівський район було утворено у складі Української СРР у березні-квітні 1923 року. Район спочатку входив до Шевченківської (Корсунської) округи Київської губернії УСРР (у 1923—1925 роках), потім до Білоцерківської округи УСРР (у 1925—1930 роках), а потім підпорядковувався безпосередньо центральному уряду УСРР (з 1930 року).
3 лютого 1931 року район було приєднано до Богуславського району.

### Другий Миронівський район
У січні-лютому 1935 року внаслідок розукрупнення районів Миронівський район було відновлено у складі Київської області у нових межах.
2 серпня 1948 року Указом Президії Верховної Ради УРСР «Про увічнення пам'яті заступника голови Ради Міністрів Української РСР В. Ф. Старченка» Миронівський район був перейменований на Старченківський.
30 грудня 1962 року район було приєднано до Кагарлицького району.

### Третій Миронівський район
4 січня 1965 року внаслідок розукрупнення районів Миронівський район було утворено третій раз знову у нових межах.
8 грудня 1966 року із Миронівського району було виокремлено Богуславський район, після чого його межі вже не змінювалися.
Під час реформи децентралізації на території району почали об'єднуватися територіальні громади (відповідні місцеві ради). Зокрема у 2018—2019 роках Миронівська міська рада і 4 сільради району об'єдналися у Миронівську об'єднану територіальну громаду, а Піївська сільська рада увійшла до Ржищівської об'єднаної територіальної громади утвореної навколо міста обласного значення Ржищева.
12 червня 2020 року уся територія району була розподілена між Миронівською та Ржищівською громадами. До Миронівської громади увійшли Миронівська міська і 21 сільська рада, а до Ржищівської громади — 3 сільські ради району.
17 липня 2020 року район було ліквідовано, а Миронівська та Ржищівська громади були включені до новоутвореного Обухівського району Київської області.

## Адміністративно-територіальний устрій
Станом на 2015 рік, до складу району входили Миронівська міська та 23 сільські ради, які об'єднували 46 населених пунктів.

### Ради
У 1965–2020 роках до Миронівського району входили наступні ради (за винятком частини, вилученої у 1966 році):
- Миронівська міська (до 1968 — селищна; у 2018 році увійшла до Миронівської ОТГ)

сільські:
- Ведмедівська (1970–1979)
- Вікторівська (з 1966 року)
- Владиславська (у 2019 році увійшла до Миронівської ОТГ)
- Грушівська
- Ємчиська
- Зеленьківська
- Карапишівська
- Кип'ячківська
- Козинська
- Коритищенська (з 1991 року)
- Македонська
- Малобукринська
- Маслівська
- Олександрівська
- Піївська (у 2018 році увійшла до Ржищівської ОТГ)
- Полівська (з 1991 року)
- Потіцька
- Пустовітська
- Росавська
- Тулинська
- Ходорівська (до 1970 року)
- Центральненська (з 1979 року; у 2018 році увійшла до Миронівської ОТГ)
- Шандрівська
- Юхнівська
- Яхнівська (у 2018 році увійшла до Миронівської ОТГ)

### Територіальні громади (2015–2020)
Обʼєднані територіальні громади (ОТГ) утворені на частинах району у 2015–2020 роках під час адміністративно-територіальної реформи:
- Миронівська (2018)
- Ржищівська (2018)

Нові територіальні громади утворені на всій території району 12 червня 2020 року (кінець реформи):
- Миронівська
- Ржищівська

### Населені пункти
До Миронівського району входили місто Миронівка (до 1968 року — смт) і наступні села (за винятком частини, вилученої у 1966 році):
- Андріївка
- Вахутинці
- Ведмедівка
- Великий Букрин
- Вікторівка
- Владиславка
- Горобіївка
- Грушів
- Гулі
- Дударі
- Ємчиха
- Зеленьки
- Карапиші
- Кип'ячка
- Козин
- Коритище
- Кулешів
- Кутелів
- Липовий Ріг
- Македони
- Малий Букрин
- Малі Прицьки
- Маслівка
- Матвіївка
- Микитяни — відновлене у 1987 році із частини села Яхни[18]
- Нова Миронівка — до 2016 року мало назву П'ятирічка[19]
- Нова Олександрівка
- Олександрівка
- Пії
- Польове — утворене у 1971 році[18]
- Потік
- Пустовіти
- П'ятихатка
- Ромашки
- Росава
- Салів
- Світле — утворене у 1971 році[18]
- Сталівка — виключене з облікових даних у 1999 році[18]
- Тарасівка
- Тулинці
- Фролівка
- Ходорів
- Центральне
- Шандра
- Юхни
- Яхни

## Економіка
У Миронівці розташовано 8 промислових підприємств, на яких випускають запасні частини до вантажних автомобілів, автобусів, продукти харчування, будівельні вироби. 7 підприємств є переробниками сільськогосподарської продукції: завод по виготовленню круп і комбікормів, крупозавод, завод по виготовленню сухого знежиреного молока, хлібоприймальне підприємство, ВАТ «Кристал-М» (виготовлення цукру), спільне підприємство «Київ-Атлантик».
На початку 90-х років розвивається приватний бізнес. За цей час в районі зареєстровано 74 підприємств недержавного сектора: приватних підприємств 85, товариств з обмеженою відповідальністю 109, акціонерних товариств 28, кооперативів 50, спільних підприємств 5, осіб, які працюють як приватні підприємці 950 осіб.
Основними сферами діяльності даних підприємств є торгово-посередницька діяльність, будівельно-ремонтні роботи, виробництво промислової продукції. Набуває розвитку галузь громадського харчування та сфера побутового обслуговування, як колективної так і приватної форми власності.
Серед продукції, що експортується є: сухе знежирене молоко, крупи, цукор, соєва олія та соєвий шрот а також вироби легкої промисловості.

## Населення
Розподіл постійного населення Миронівського району за віком та статтю за даними перепису 2001 року:
| Стать | Всього | До 15 років | 15-24 | 25-44 | 45-64 | 65-85 | Понад 85 |
| --- | ------ | ----------- | ----- | ----- | ----- | ----- | -------- |
| Чоловіки | 18 386 | 3397        | 2561  | 5387  | 4865  | 2094  | 82       |
| Жінки | 22 416 | 3172        | 2503  | 5492  | 6056  | 4667  | 526      |
| \| Статево-вікова піраміда \| Статево-вікова піраміда \| Статево-вікова піраміда \| \| ----------------------- \| ----------------------- \| ----------------------- \| \| Чоловіки \| Вік \| Жінки \| \| 82 \| 85 + \| 526 \| \| 130 \| 80-84 \| 656 \| \| 444 \| 75-79 \| 1337 \| \| 711 \| 70-74 \| 1545 \| \| 809 \| 65-69 \| 1129 \| \| 1501 \| 60-64 \| 2213 \| \| 878 \| 55-59 \| 1111 \| \| 1238 \| 50-54 \| 1365 \| \| 1248 \| 45-49 \| 1367 \| \| 1405 \| 40-44 \| 1459 \| \| 1347 \| 35-39 \| 1415 \| \| 1356 \| 30-34 \| 1319 \| \| 1279 \| 25-29 \| 1299 \| \| 1147 \| 20-24 \| 1119 \| \| 1414 \| 15-20 \| 1384 \| \| 1392 \| 10-14 \| 1296 \| \| 1128 \| 5-9 \| 1035 \| \| 877 \| 0-4 \| 841 \| |        |             |       |       |       |       |          |
| Статево-вікова піраміда |        |             |       |       |       |       |          |
| Чоловіки | Вік    | Жінки       |       |       |       |       |          |
| 82 | 85 +   | 526         |       |       |       |       |          |
| 130 | 80-84  | 656         |       |       |       |       |          |
| 444 | 75-79  | 1337        |       |       |       |       |          |
| 711 | 70-74  | 1545        |       |       |       |       |          |
| 809 | 65-69  | 1129        |       |       |       |       |          |
| 1501 | 60-64  | 2213        |       |       |       |       |          |
| 878 | 55-59  | 1111        |       |       |       |       |          |
| 1238 | 50-54  | 1365        |       |       |       |       |          |
| 1248 | 45-49  | 1367        |       |       |       |       |          |
| 1405 | 40-44  | 1459        |       |       |       |       |          |
| 1347 | 35-39  | 1415        |       |       |       |       |          |
| 1356 | 30-34  | 1319        |       |       |       |       |          |
| 1279 | 25-29  | 1299        |       |       |       |       |          |
| 1147 | 20-24  | 1119        |       |       |       |       |          |
| 1414 | 15-20  | 1384        |       |       |       |       |          |
| 1392 | 10-14  | 1296        |       |       |       |       |          |
| 1128 | 5-9    | 1035        |       |       |       |       |          |
| 877 | 0-4    | 841         |       |       |       |       |          |

## Освіта
У районі функціонує: 24 ЗОШ, в яких навчається 5162 учні, 18 дошкільних навчальних закладів, в яких виховується 816 дітей, а також 2 навчально-виховні об'єднання (школа-сад), де налічується 38 дітей, 1 дитячо-спортивна школа, музична школа, будинок дитячої творчості, Миронівська філія Черкаського інституту управління, Маслівський державний аграрний технікум, Миронівський міжшкільний навчальний-виробничий комбінат, на базі якого учні ЗОШ отримують допрофесійну підготовку за професіями: секретар друкарка, водій категорії «В» та «С».

## Історичні пам'ятки

### Сакральні споруди
- Храм Різдва Богородиці[d] (1779-84 рр., с. Тулинці).
- Храм Покрови Пресвятої Богородиці (1904—1911 рр., с. Македони).
- Свято-Михайлівський храм (1863 р., с. Шандра).
- Храм Різдва Богородиці[d] (1910 р., с. Владиславка)
- Храм Різдва Богородиці (1906—1907 рр., с. Зеленьки, перенесена)
- Свято-Михайлівський храм (1908 р., с. Козин).
- Свято-Миколаївський храм (1752 р., с. Росава) (церква згоріла 11 липня 1995 року)

### Пам'ятки монументального мистецтва

#### Меморіали, пам'ятники
- Меморіал радянським воїнам, які загинули під час німецько-радянської війни 1941—1945 років (с. Ходорів)
- Меморіал радянським воїнам, які загинули під час німецько-радянської війни 1941—1945 років (с. Малий Букрин)
- Меморіал радянським воїнам та місцевим мешканцям, які загинули та були розстріляні під час німецько-радянської війни 1941—1945 років (с. Юхни)
- Пам'ятник на братській могилі воїнів Червоної Армії, які загинули під час оборони с. Юхни в липні 1941 р. від німецько-фашистських загарбників (с. Юхни)

#### Меморіальні дошки (пропам'ятні таблиці)
- Меморіальна дошка Приймаку Іванові Кузьмовичу — командиру партизанського з'єднання ім. В. І. Чапаєва (с. Юхни)

### Пам'ятки архітектури
- Дерев'яний вітряний млин (поч. ХХ ст., с. Яхни)

### Археологічні пам'ятки

#### Кургани-насипи
- Кургани або Козацькі могили (с. Грушів)
- Кургани або Козацькі могили (с. Юхни)

## Персоналії
- Василь Батура (1912—1991 рр.) — Герой Соціалістичної Праці, заслужений працівник сільського господарства, працював прокурором Миронівського району, пізніше головою колгоспів — ім. ХХІІ з'їзду КПРС (с. Маслівка) та ім. О. Г. Бузницького (м. Миронівка).
- Петро Борисенко — Герой Соціалістичної Праці, заслужений агроном України, головний агроном колгоспу ім. ХХІІ з'їзду КПРС (с. Маслівка)[21].
- Олександр Бузницький — Герой Соціалістичної Праці, нагороджений 5 орденами Леніна, орденом Трудового Червоного Прапора, очолював колгосп імені Жданова (нині СТОВ ім. О. Г. Бузницького).
- Анатолій Даниленко — академік Української Академії наук національного прогресу, доктор економічних наук, нагороджений орденами «Знак Пошани», Святого Нестора — літописця, «За заслуги» ІІІ ступеня, а також Золотою та двома Срібними медалями ВДНГ СРСР. Народився в с. Карапиші.
- Григорій Денисенко — доктор наук, професор, член кореспондент АН УРСР, Заслужений діяч науки і техніки України, Герой Соціалістичної Праці, ректор Київського політехнічного інституту. Народився в с. Ходорів.
- Василь Ремесло — двічі Герой Соціалістичної Праці, заслужений діяч науки України, Академік АН СРСР і ВАСГН, Лауреат Ленінської і Державних премій СРСР і УРСР, перший директор Миронівського науково-дослідного насінництва і селекції пшениці.

## Політика
25 травня 2014 року відбулися Президентські вибори України. У межах Миронівського району була створена 41 виборча дільниця. Явка на виборах складала — 67,55 % (проголосували 20 584 із 30 471 виборців). Найбільшу кількість голосів отримав Петро Порошенко — 59,17 % (12 179 виборців); Юлія Тимошенко — 15,88 % (3 269 виборців), Олег Ляшко — 10,58 % (2 178 виборців), Анатолій Гриценко — 5,25 % (1 081 виборців). Решта кандидатів набрали меншу кількість голосів. Кількість недійсних або зіпсованих бюлетенів — 0,73 %.